# Jamie Drysdale
Jamie Drysdale (Toronto, 8 de abril de 2002) é um jogador profissional de hóquei no gelo canadense que atua como defensor no Philadelphia Flyers da National Hockey League (NHL). Foi selecionado em sexto lugar na primeira rodada do Draft da NHL de 2020 pelo Anaheim Ducks e fez sua estreia profissional em novembro de 2021.

## Biografia
Nascido em Toronto, Ontário, Jamie Drysdale é o filho mais novo de Gary e Tina Drysdale. Começou no hóquei aos cinco anos, quando aprendeu a patinar por meio do programa Learn to Play. O jogador favorito do seu pai era Bobby Orr e, por esse motivo, Drysdale e seu irmão mais velho jogaram usando a camisa de número quatro.

## Carreira
Em Toronto, Drysdale jogou pelo St. Michael's Buzzers da Ontario Junior Hockey League (OJHL) e, posteriormente, competiu na Greater Toronto Hockey League (GTHL) pelo Toronto Marlboros. Aos 15 anos, foi nomeado como o melhor jogador da GTHL ao ajudar o Marlboros a chegar às finais do campeonato regional. Em 2018, Drysdale foi escolhido em quarto lugar geral pelo Erie Otters na Ontario Hockey League (OHL) Priority Selection de 2018.
Na sua temporada de estreia com os Otters, Drysdale liderou entre os defensores em gols, assistências, pontuação e pontos em power plays. Na temporada seguinte, ficou em décimo lugar entre os defensores da OHL em pontos por jogo ao conquistar nove gols e 38 pontos em 49 jogos.

### Profissional
Durante a pausa na Liga devido à pandemia de COVID-19, Drysdale usou patins em linha para se manter em forma e continuar treinando em casa. Em outubro de 2020, depois de receber elogios de olheiros, ele foi selecionado em sexto lugar geral pelo Anaheim Ducks na primeira rodada do Draft da NHL de 2020.
Em novembro, Drysdale assinou um contrato inicial de três anos com os Ducks, fazendo sua estreia no clube em março de 2021 contra o Arizona Coyotes, onde marcou o primeiro gol da sua carreira profissional. Durante esse mesmo jogo, seu companheiro de time Trevor Zegras também marcou seu primeiro gol da carreira, fazendo deles os mais jovens jogadores da NHL a marcarem seus primeiros gols em um intervalo menor que dois minutos e meio.
No início da temporada 2022–23, durante jogo contra o Vegas Golden Knights em 28 de outubro de 2022, Drysdale rompeu o ligamento que conecta a escápula ao seu ombro esquerdo ao colidir com William Carrier. A previsão era de que Drysdale ficasse fora por 4 a 6 meses, e, após realizar cirurgia na lesão, permaneceu em reabilitação pelo restante da temporada regular.
Em outubro de 2023, após negociações que se estenderam por toda a off season, Drysdale assinou a extensão de contrato por três anos com o Anaheim Ducks no valor total de US$6,9 milhões. Drysdale jogou dois jogos na temporada 2023–24 antes de se lesionar novamente, retornando à escalação somente em dezembro de 2023.
Em 8 janeiro de 2024, Drysdale foi trocado ao Philadelphia Flyers pelos direitos de Cutter Gauthier e uma escolha de segunda rodada no NHL Draft de 2025. Ele estreou na defesa do Flyers em vitória sobre o Montréal Canadiens no dia 11 de janeiro, onde também marcou seu primeiro ponto com uma assistência no gol de Morgan Frost.